# Arthur Espiritu
Arthur Espiritu (* 1982 in Tanay) ist ein philippinisch-US-amerikanischer Opernsänger der Stimmlage Tenor.

## Leben
Der philippinische Tenor studierte am Oberlin Konservatorium (Ohio) sowie an der University of New Orleans. Er schloss sein Studium mit einem Bachelor of Arts und einem Master of Music ab.
Zahlreiche Engagements im Fach des lyrischen und Spinto-Tenors führten ihn u. a. nach Santa Fe, St. Louis, New Hampshire, Memphis, Pittsburgh, Connecticut, Charlottesville, Washington, D.C., Austin, New York City, Manila und Tel Aviv.
In Europa sang er an Opernhäusern in Mailand, Cremona, Modena, Piacenza, St. Gallen, Versailles, Orléans, Versailles, Paris, Baden-Baden, Berlin, Leipzig, Magdeburg, Wiesbaden, Basel und Linz.
Er trat hier u. a. als Tybalt in Charles Gounods Romeo et Juliette, Tamino in Mozarts Die Zauberflöte, Alfredo in Verdis La traviata, Rodolfo in Giacomo Puccinis La Bohème, und Don Ottavio in Don Giovanni auf. Doch er wirkte auch in zeitgenössischen Opern mit, so etwa als Flute in Benjamin Brittens Sommernachtstraum. Bei der operklosterneuburg trat er 2012 als Ernesto (Don Pasquale) und 2015 Duca di Mantova (Rigoletto) sowie Don Carlo (2023) auf.
Auch im Konzertbereich ist Espiritu aktiv und sang Gioachino Rossinis Messa di Gloria in Hongkong, Beethovens 9. Sinfonie in Mailand, Cremona und Finnland.

## Rollen
| Cavalli - Ormindo (L’Ormindo) Purcell - Aeneas (Dido and Aeneas) Händel - Oronte (Alcina) Mozart - Publio (Il sogno di Scipione) - Don Ottavio (Don Giovanni) - Ferrando (Così fan tutte) - Tamino (Die Zauberflöte) Mayr - Giasone (Medea in Corinto) | Rossini - Almaviva (Il barbiere di Siviglia) - Don Ramiro (La Cenerentola) - Cassio (Otello) Donizetti - Ernesto (Don Pasquale) - Fernand (La favorita) Bellini - Elvino (La sonnambula) - Tebaldo (I Capuleti e i Montecchi) Verdi - Foresto (Attila) - Duca di Mantova (Rigoletto) - Alfredo (La traviata) - Carlos (Don Carlo) | Gounod - Tybalt (Roméo et Juliette) Puccini - Des Grieux (Manon Lescaut) - Rodolfo (La Bohème) - Rinuccio (Gianni Schicchi) Britten - Maintop (Billy Budd) - Flute (Sommernachtstraum) |

## Aufnahmen (Auswahl)
- Mozart: Il sogno di Scipione

## Auszeichnungen
- 2009 George-London-Preisträger
- Scala-Preis des Belvedere-Wettbewerbs
- Irene Dalis-Wettbewerb
- Birmingham-Wettbewerb
- Metropolitan Audition